# Silene borysthenica
Silene borysthenica là loài thực vật có hoa thuộc họ Cẩm chướng. Loài này được (Gruner) Walters miêu tả khoa học đầu tiên năm 1964.